# Las coéforas

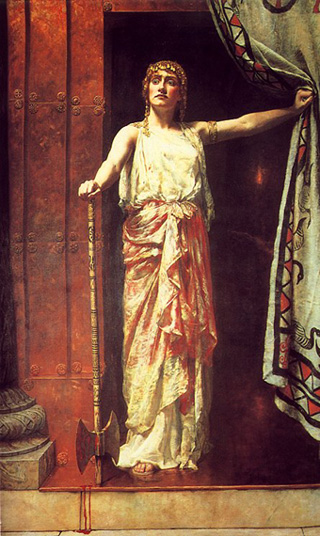
Clitemnestra después de matar a Agamenón (óleo sobre tela de John Collier, 1882).

Las coéforas o Los coéforos (Χοηφόροι) es una tragedia de Esquilo. Forma junto a Agamenón y Euménides la trilogía de la Orestíada, única que se conserva de este autor y que trata de la historia mítica de Orestes, hijo de Agamenón, vencedor de Troya.

## Personajes
- Coro: esclavas troyanas
- Orestes, hijo de Clitemnestra y Agamenón. Este último habría muerto a manos de su esposa.
- Electra, hermana de Orestes, e hija también de Agamenón y Clitemnestra
- Clitemnestra, reina de Argos, asesina de Agamenón.
- Pílades, amigo de Orestes
- Nodriza, nativa de Cilicia y llamada por ello Cilisa.
- Egisto, amante de Clitemnestra; primo de Agamenon (padre de Orestes y Electra),tío de Orestes y Electra, y, posteriormente, también padrastro
- Servidores

## Introducción
Con anterioridad a los hechos que se narran en la trilogía de la Orestíada, Agamenón, casado con Clitemnestra, sacrificó a su hija Ifigenia para que los vientos fueran favorables para viajar a Troya. En la primera obra de la trilogía, Agamenón, Clitemnestra mata a Agamenón mediante engaño, cuando vuelve victorioso de Troya, tema tratado también por Homero en la Odisea. 
Las coéforas es la segunda obra de la Orestíada. Narra el encuentro entre los dos hijos de Agamenón y Clitemnestra, Electra y Orestes, y  su venganza por la muerte del padre. La segunda tragedia de la trilogía toma el nombre del coro, constituido por las portadoras de libaciones, esto es, las «coéforas», esclavas de la casa del rey, que acompañan a Electra con libaciones a la tumba de Agamenón. Después de que Clitemnestra haya asesinado a su marido, Orestes quiere vengarse de su madre.

Pero es ley que las gotas de sangre

vertidas por tierra exigen otra sangre.

Homicidio grita la Erinis, que en nombre

de las primeras víctimas

envía calamidad sobre calamidad.
Trad.F. Peyró Carrió, en Esquilo: Tragedias, Edicomunicación, S.A., 1999, pág. 176.

Orestes duda si matar o no a su propia madre, pero tanto el dios Apolo como su amigo Pílades, hijo de Estrofio, rey de Fócida, le convencen de que eso es lo correcto. Orestes y Pílades pretenden ser unos viajeros normales que vienen de Focea y piden hospitalidad en el palacio. Clitemnestra es engañada por su hijo, quien le llega a decir que Orestes ha muerto. Encantada por las noticias, Clitemnestra envía a un criado a llamar a Egisto. 
Aprovechándose de la hospitalidad del palacio, Orestes mata primero al usurpador y después a su madre. Las muertes de ambos, como es usual en el teatro griego clásico, tienen lugar fuera de escena. 
Orestes mata primero al usurpador. Los gritos de muerte de Egisto no advierten a tiempo a Clitemnestra. Desesperada, intenta apelar a los sentimientos de su hijo, pero Pílades le recuerda las órdenes de Apolo. Clitemnestra le advierte de la venganza de las erinias:

CLITEMNESTRA: Mira, guárdate de las perras vengadoras de una madre.

ORESTES: ¿Y cómo huiré de las de mi padre si renuncio a ello?

[...]

C.: ¡Pobre de mí! Engendré y nutrí esta serpiente.

O.: ¡Ah, qué profeta tan verídico el terror que te inspiraban tus sueños! Mataste a quien no debías, sufre ahora lo que no debía ser!
Trad. Peyró Carrió, op. cit., pág. 190.

Nada más abandonar el palacio, las Furias aparecen y, siendo sólo visibles para él, comienzan a perseguirlo y torturarlo por su matricidio. Él huye en agónico sufrimiento.